# Juliana Aidén Martinez
Juliana Aiden Martinez (née le 25 avril 1990 à Miami) est une actrice américaine de cinéma et de télévision.

## Biographie
Juliana Aiden Martinez est née et a grandi à Miami, en Floride. Elle a fréquenté l'Université Yale et a obtenu son diplôme de la David Geffen School of Drama de l'Université Yale en 2020,. Elle a commencé sa carrière en apparaissant dans des épisodes des séries télévisées Les Mystères de Laura, Prodigal Son et The Blacklist . Elle est également apparue dans les films Tar Pit (2015) et Boundary (2022).
En 2024, elle joue dans la mini-série Netflix Griselda dans le rôle de l'agent June Hawkins, recevant une nomination au Imagen Award de la meilleure actrice dans un second rôle à la télévision,,. Plus tard en 2024, elle a joué dans un épisode de la série ABC 9-1-1 et a été choisie pour un rôle régulier dans la série, celui de la détective junior Kate Silva pour la saison 26 de la série dramatique policière de NBC, New York, unité spéciale.

## Filmographie

### Cinéma
| Année | Titre                                                       | Rôle                    | Remarques     |
| ----- | ----------------------------------------------------------- | ----------------------- | ------------- |
| 2015  | Fosse de goudron                                            | Michelle                |               |
| 2022  | Comment éviter les rencontres amoureuses quand on est trans | Couple qui s'embrasse 1 | Court métrage |
| 2022  | Limite                                                      | Emily Massey            |               |
| 2023  | Ils viennent du ciel                                        | Saule des vents         | Court métrage |

### Télévision
| Année     | Titre                       | Rôle                  | Remarques                                                                                   |
| --------- | --------------------------- | --------------------- | ------------------------------------------------------------------------------------------- |
| 2014      | Les mystères de Laura       | Faith McGowan         | Épisode : « Le mystère du bar à motards »                                                   |
| 2021      | Fils prodigue               | Sœur Agnès            | Épisode : « Parlons du Diable »                                                             |
| 2021      | La liste noire              | Silvina               | Épisode : « La Confidence fribourgeoise (n° 140) »                                          |
| 2024      | Griselda                    | Juin Hawkins          | Mini-série Nommée — Prix Imagen de la meilleure actrice dans un second rôle à la télévision |
| 2024      | 9-1-1                       | Fernanda              | Épisode : « Neuvieme étape »                                                                |
| 2024–2025 | New York, unité spéciale    | Inspecteur Kate Silva | Série régulière; 25 épisodes                                                                |
| 2025      | New York, police judiciaire | Inspecteur Kate Silva | Épisode : « Jouer avec le feu, partie 1 »                                                   |